# Paekryŏn sa
Paekryŏn sa (백련사 Klasztor Białego Lotosu; lub Paeknyŏn sa) – koreański klasztor.

## Historia klasztoru
Klasztor został zbudowany w 747 roku na wschodnim zboczu góry Mandŏk (만덕산), przez mnicha Ch’inpyo. Pierwotnie nosił nazwę Mandŏk sa.
W 839 roku został rozbudowany przez mistrza sŏn Muyŏma (799-888), założyciela szkoły sŏngju.
Klasztor jednak stał się bardzo ważny, gdy mnich Wonmyŏ Yose (1163–1245) założył w nim w roku 1211 Stowarzyszenie Białego Lotosu. Najpewniej wtedy zmieniono jego nazwę na Paekryŏn sa (także Paeknyŏn sa). Po jego śmierci Stowarzyszenie prowadził jego uczeń Chinjŏng Ch’ŏnchaek. Klasztor należał wtedy do szkoły ch’ŏnt’ae chong.
W okresie Koryŏ klasztor stał na bardzo wysokim poziomie, wyszło z niego ośmiu Narodowych Nauczycieli (Kuksa) i ośmiu Wielkich Mistrzów (Taesa), oraz wielu mistrzów w okresie panowania antybuddyjskiej dynastii Chosŏn.
Klasztor ten był także słynny ze swojej herbaty, dlatego góra Mandŏk była także popularnie nazywana Tasan (Górska herbata).
Od 2001 roku w klasztorze odbywa się także coroczny kwietniowy Festiwal Kamelii.

## Adres klasztoru
- 247 Mandeok-ri, Doam-myeon, Gangjin, Jeollanam-do, Korea Południowa